# Apollonia van Ravenstein
Apollonia van Ravenstein (Geldrop, 12 agosto 1952) è un'attrice e modella olandese.

## Biografia
Apollonia van Ravenstein è nata a Geldrop, Paesi Bassi , il 12 agosto 1952. Ha iniziato la sua carriera all'età di 15 anni posando per una collezione di collant nella sua città natale.  Suo fratello Theo la esortò a intraprendere la carriera di modella e le fissò un appuntamento con l'agenzia di modelle di Corine Rottschäfer ad Amsterdam. 
È apparsa in un'immagine per la rivista Playboy nel giugno 1978 e in Sports Illustrated Swimsuit Issue nel 1979.
Nel 1982, van Ravenstein fu fotografata dall'artista pop Andy Warhol alla Factory nel 1982. 
Ha spesso fatto la modella con Pat Cleveland, che sposò suo fratello Paul van Ravenstein nel 1982. 
Dopo essersi ritirata come modella e attrice, ha iniziato a lavorare come hostess per le navi da crociera di lusso Holland America Line alla fine degli anni '90.
È sposata con il capitano Edward van Zaane.

## Filmografia
- Seraphita' s Diary (1982)
- Nothing last Forever - regia di Tom Schiller (1984)
- Arrivano i Flodder (Flodder) - regia di Dick Maas (1986)